# Gryfów Śląski (gmina)
Gryfów Śląski est une gmina mixte du powiat de Lwówek Śląski, Basse-Silésie, dans le sud-ouest de la Pologne. Son siège est la ville de Gryfów Śląski, qui se situe environ 16 km au sud-ouest de Lwówek Śląski, et 114 km à l'ouest de la capitale régionale Wrocław.
La gmina couvre une superficie de 66,61 km2 pour une population de 10 316 habitants.

## Géographie
La gmina est bordée par les gminy de Lichnowy, Malbork, Nowy Dwór Gdański, Ostaszewo et Stare Pole.